# Elacatis variegatus
Elacatis variegatus là một loài bọ cánh cứng trong họ Salpingidae. Loài này được Borchmann miêu tả khoa học năm 1921.